# Lisa Lois
Lisa Lois, pseudonimo di Lisa Hordijk (Wageningen, 22 giugno 1987), è una cantante olandese.
Dopo aver raggiunto la fama grazie alla vittoria della seconda edizione della versione locale del talent show X Factor, ha pubblicato il suo primo singolo, una cover di Hallelujah di Leonard Cohen, ottenendo un ottimo successo commerciale nei Paesi Bassi. Nel novembre del 2009 ha pubblicato inoltre il suo primo album, Smoke.

## Biografia

### X Factor
Nel 2009 partecipa alla seconda edizione del talent show olandese X Factor, trasmessa dal canale televisivo RTL 4. Durante la trasmissione si presenta semplicemente con il nome Lisa. Raggiunta la finale del programma, svoltasi il 9 maggio 2009, riesce a superare gli altri concorrenti rimasti in gara, Rachel Kramer e Jamal Bijnoe, ottenendo così la vittoria e aggiudicandosi un contratto discografico della durata di tre anni.
Nel corso dell'ultima puntata esegue una cover del brano Hallelujah del cantautore canadese Leonard Cohen. Il brano viene pubblicato come singolo di esordio della cantante subito dopo la conclusione del programma. Nella settimana del 16 maggio 2009, il singolo debutta al numero uno della classifica di vendita olandese Mega Single Top 100, conservando il primato per un totale di 10 settimane consecutive. Hallelujah risulta inoltre essere il singolo più venduto del 2009 nei Paesi Bassi, dove viene certificato disco di platino per aver venduto oltre 50 000 copie.

### L'album di debutto
Poco dopo l'esperienza di X Factor inizia a utilizzare il nome d'arte Lisa Lois, spiegando di trovare divertente l'associazione tra i due nomi e di aver cercato così di separare la propria immagine dal talent show che ha lanciato la sua carriera. Il suo primo album, intitolato Smoke, viene pubblicato da Sony Music il 27 novembre 2009 e ottiene il disco d'oro due settimane dopo la sua pubblicazione, con oltre 25 000 copie vendute.
L'album è anticipato da un secondo singolo, No Good for Me, scritto per lei dalla cantautrice inglese Pixie Lott insieme al produttore e musicista Phil Thornalley.
Sempre nel corso del 2009, Lisa Lois ottiene anche il diploma presso la Herman Brood Academie, nella quale aveva iniziato a studiare musica prima della partecipazione a X Factor. Seguono poi i singoli Promises, Promises e Little By Little, quest'ultimo presentato nel corso della finale della terza edizione di X Factor.
Nel 2010 partecipa all'album Viva Elvis di Elvis Presley, registrando Love Me Tender come duetto postumo con il noto cantante statunitense.
Due anni più tardi pubblica un nuovo singolo, una cover del brano Euphoria, che nell'interpretazione originale della cantante svedese Loreen si è aggiudicato la vittoria dell'Eurovision Song Contest 2012. Nel novembre dello stesso anno intraprende un tour europeo che tocca anche Francia, Regno Unito, Germania e paesi scandinavi.

## Discografia

### Album
| Anno | Titolo e dettagli                                                                      | Posizioni massime | Certificazioni |
| Anno | Titolo e dettagli                                                                      | NLD               | Certificazioni |
| ---- | -------------------------------------------------------------------------------------- | ----------------- | -------------- |
| 2009 | Smoke - Pubblicato il 27 novembre 2009 - Etichetta: Sony Music - Formati: CD, download | 4                 | - NLD: Platino |
| 2013 | Breaking Away - Pubblicato nel 2013 - Etichetta: Sony Music - Formati: CD, download    | 10                |                |

### Singoli
| Anno | Titolo                                         | Posizioni massime | Posizioni massime | Certificazioni | Album      |
| Anno | Titolo                                         | NLD               | EU                | Certificazioni | Album      |
| ---- | ---------------------------------------------- | ----------------- | ----------------- | -------------- | ---------- |
| 2009 | Hallelujah                                     | 1                 | 99                | - NLD: Platino | Smoke      |
| 2009 | No Good for Me                                 | 4                 | —                 |                | Smoke      |
| 2010 | Promises, Promises                             | 44                | —                 |                | Smoke      |
| 2010 | Little By Little                               | 71                | —                 |                | Smoke      |
| 2010 | Love Me Tender (Elvis Presley feat. Lisa Lois) | 85                | —                 |                | Viva Elvis |
| 2012 | Euphoria                                       | 87                | —                 |                | Nessuno    |
| 2013 | Silhouette                                     | 31                | —                 |                | Nessuno    |